# Jandanwala
Jandanwala (en ourdou : نواں جنڈاں والا) est une ville pakistanaise située dans le district de Bhakkar, dans le nord de la province du Pendjab. C'est la cinquième plus grande ville du district. Elle est située à près de soixante kilomètres au sud de Mianwali.
La population de la ville a été multipliée par près de deux entre 1981 et 2017 selon les recensements officiels, passant de 10 311 habitants à 22 968. Entre 1998 et 2017, la croissance annuelle moyenne s'affiche à 2,6 %, un peu plus que la moyenne nationale de 2,4 %.
|            | 1981 (rec.) | 1998 (rec.) | 2017 (rec.) |
| ---------- | ----------- | ----------- | ----------- |
| Population | 10 311      | 14 155      | 22 968      |